# Yuna (cantante nacida en 2003)
Shin Yu-na (en hangul, 신유나; en hanja, 申尤娜; Suwon, Provincia de Gangwong, 9 de diciembre de 2003), más conocida como Yuna, es una cantante, bailarina y rapera surcoreana. Debutó como integrante del grupo femenino surcoreano Itzy en el año 2019 con el lanzamiento de «Dalla Dalla».

## Biografía y carrera

### 2003-presente: Primeros años e inicios en su carrera musical
Yuna nació el 9 de diciembre de 2003 en Suwon. Desde pequeña se interesó por el baile y el canto. Estudió en la Suwon Hwayang Elementary School y la Youngbok Girls Junior High School. Recientemente ingresó al departamento de danza de la Hanlim Multi Art School con especialización en danza aplicada. Durante sus años como estudiante de secundaria, jugó floorball, llegando a representar a la Provincia de Gyeonggi en varias competencias nacionales.
Yuna fue reclutada por una agente de talentos de JYP Entertainment cuando asistió al KBS Music Awards con su hermana en 2015. Antes de debutar, Yuna se presentó con Yeji, Chaeryeong y otras aprendices en el 2017 JYP Trainee Showcase, en el que también actuaron los integrantes de Stray Kids. En el mismo año, participó en el vídeo «Love Yourself Highlight Reel» de BTS acompañando a Jungkook. El 27 de enero de 2019, Yuna fue revelada como integrante de Itzy y el 12 de febrero debutó finalmente con «Dalla Dalla».
Para el episodio de Music Bank del 3 de abril de 2020, la cantante apareció como presentadora especial en compañía de Yeji. Así mismo, fue presentadora invitada en algunos programas de Inkigayo durante el 2024 y de Music Bank en 2025. 
Yuna hizo un cover de "U-Go-Girl" de Lee Hyori en el 2022 KBS Song Festival: Y2K. En enero de 2024, Yuna lanzó un video musical para su tema en solitario "Yet, But".

## Discografía

#### Créditos
| Title      | Year | Artist | Album      | Compositor | Letrista |
| ---------- | ---- | ------ | ---------- | ---------- | -------- |
| "Yet, But" | 2024 | Yuna   | Born to Be | Yes        | Yes      |